# Maxwells duiker
Maxwells duiker (Philantomba maxwellii) is een zoogdier uit de familie van de holhoornigen (Bovidae) en de onderfamilie van de duikers (Cephalophinae). De wetenschappelijke naam van de soort werd voor het eerst geldig gepubliceerd door C.H. Smith in 1827. Voorheen werd de soort ingedeeld in het geslacht Cephalophus.
Deze duiker van gemiddelde grootte komt voor in grote delen van West-Afrika, waaronder Ghana, Ivoorkust, Liberia, Burkina Faso Sierra Leone, Guinee, Guinee-Bissau, Senegal, Togo en Gambia. De soort prefereert laaggelegen regenwouden en voedt zich voornamelijk met kruiden, fruit, en struiken. Hoewel de soort niet bedreigd is, is de soort de afgelopen 20 jaar sterk in aantal afgenomen door stropers, die uit zijn op de horens van het mannetje. Het vrouwtje heeft meestal geen horens.
Doorgaans worden er twee ondersoorten erkend:
- Philantomba maxwellii maxwellii Hamilton Smith, 1827
- Philantomba maxwellii danei Hinton, 1920[3]

In 2010 werd door middel van DNA-onderzoek en morfologisch onderzoek van de schedels en tanden een variant van Maxwells duiker afgesplitst en als aparte soort beschouwd. Deze soort staat bekend als Walters duiker (Philantomba walteri) en komt voor in Togo, Benin en Nigeria ten westen van de Niger.